# シャー・アーラム2世
シャー・アーラム2世（ペルシア語: شاه عالم دوم ペルシア語発音: [ʃɑːh ɑːlam], ヒンディー語: शाह आलम द्वितीय, ウルドゥー語: شاہ عالم ثانی, Shah Alam II, 1728年6月25日 - 1806年11月19日）は、北インド、ムガル帝国の第15代君主（在位：1759年 - 1806年）。単にシャー・アーラム（Shah Alam）とも呼ばれる。父は第14代君主アーラムギール2世、母はズィーナト・マハル。
1759年11月29日、父であり皇帝であったアーラムギール2世は、宰相ガーズィー・ウッディーン・ハーンに殺害され、これにより帝位を継承した。
1761年からはアワド太守シュジャー・ウッダウラと手を結んだが、1765年にブクサールの戦いでイギリスに大敗北を喫した。その後、1771年にマラーターのシンディア家当主マハーダージー・シンディアと手を結び、1772年にデリーへと戻った。
1772年から10年にわたり、武将ミールザー・ナジャフ・ハーンが活躍したが、その死後、1788年にはその軍事活動の報復でシャー・アーラム2世はグラーム・カーディル・ハーンに盲目にされた。その後、再びマハーダージー・シンディアの保護に入った。
1803年、第二次マラーター戦争により帝都デリーが占領されたのち、1806年11月19日に死亡した。

## 生涯

### 即位以前と即位

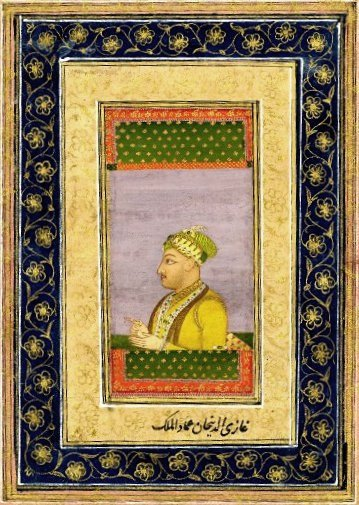
ガーズィー・ウッディーン・ハーン

1728年6月15日、シャー・アーラム2世ことアリー・ガウハールは、ムガル帝国の皇帝アーラムギール2世とその妃ズィーナト・マハルとの間に生まれた。
1758年、ガーズィー・ウッディーン・ハーンはアリー・ガウハールが邪魔になるだろうと判断し、デリーの邸宅を包囲したが、彼はその軍を突っ切って逃げた。
アリー・ガウハールはデリーから遠く離れた地で暮らすこととなり、 ベンガルとビハールでムガル帝国の領土の拡大のため遠征を計画し、1759年初頭からはベンガル太守の領土に進攻していた。それから14年間、彼はデリーに戻ることはなかった。
だが、その間、 11月29日に父であり皇帝であったアーラムギール2世は、宰相ガーズィー・ウッディーンに殺害され、宰相は代わりにシャー・ジャハーン3世を擁立した。アーラムギール2世暗殺の報は、12月にはアリー・ガウハールのもとにも伝わり、同月24日に彼は帝位を宣し、シャー・アーラム2世となった。
ここに帝国では2人の皇帝が併立することになったが、正式な皇帝はアーラムギール2世の息子たるシャー・アーラム2世であり、シャー・ジャハーンは対立皇帝にすぎないとされている。

### シャー・アーラム2世の遠征と第三次パーニーパットの戦い

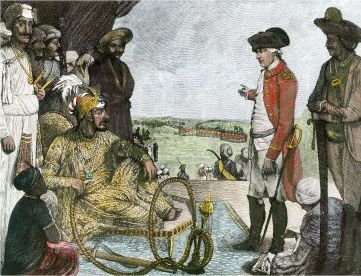
イギリスの士官と面会するシャー・アーラム2世

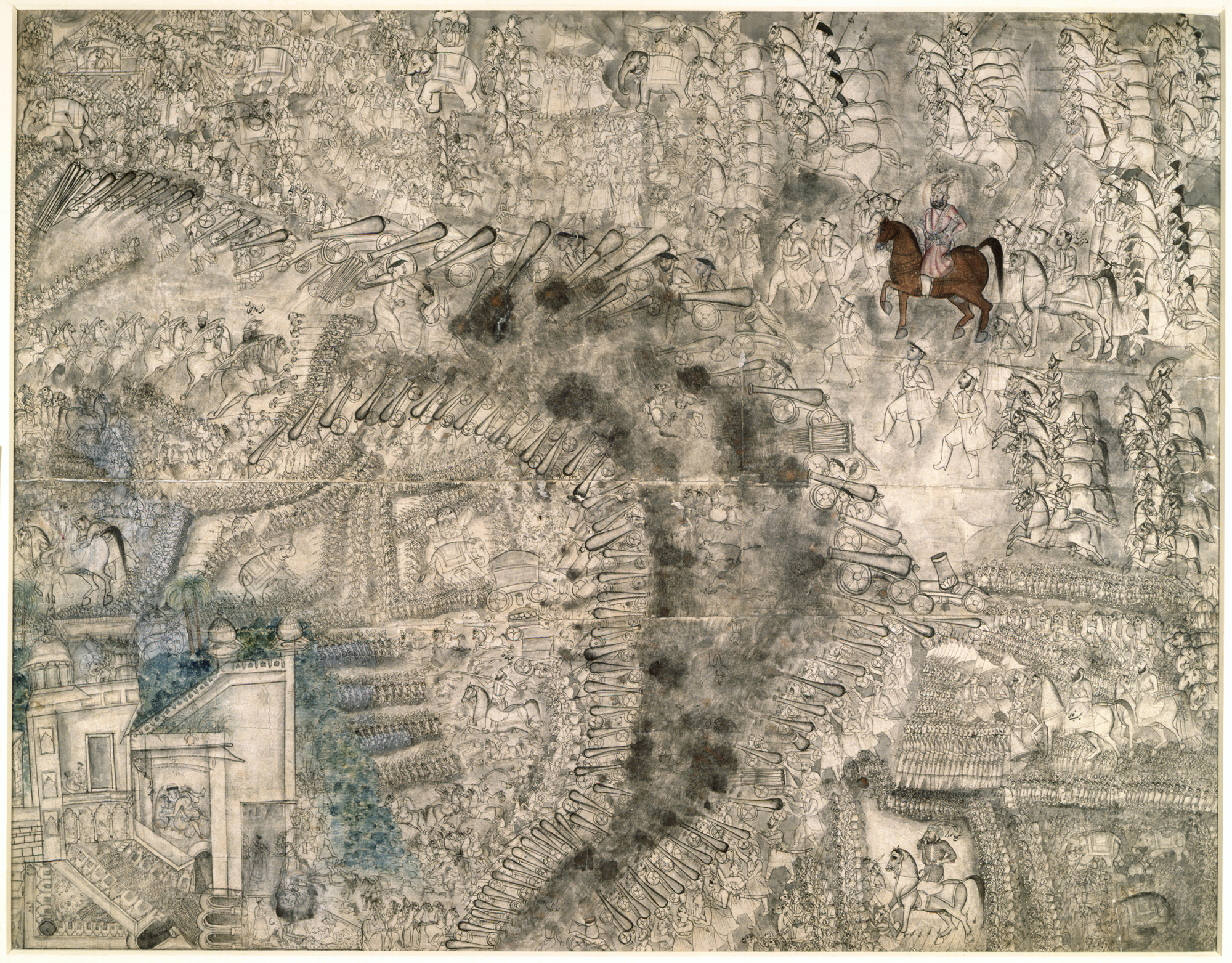
第三次パーニーパットの戦い

1760年初頭、シャー・アーラム2世は3万の軍を率いてベンガル太守の領土に進攻し、首都ムルシダーバードを占領しようした。だが、ベンガル太守ミール・ジャアファルがイギリス東インド会社に援助を求めたため、シャー・アーラム2世の軍はその介入により敗れ、西ビハールまで逃げた。
同年末にシャー・アーラム2世は再びベンガルに兵を進め、1761年1月15日にイギリス軍と交戦したが敗れた。その後、彼はイギリスのベンガル、ビハールにおける権益要求を認める代わりに、日額1800ルピーがあてがわれることとなった。
しかし、のちにイギリスと決裂し、アワド太守シュジャー・ウッダウラを頼ってファイザーバードへと赴き、その保護下に入った。アワド太守の保護下に入ったことで、1762年2月15日にシャー・アーラム2世はシュジャー・ウッダウラを帝国の宰相に任じた。
一方、宰相ガーズィー・ウッディーン・ハーンはアーラムギール2世の殺害後、傀儡の皇帝シャー・ジャハーン3世を擁して権力を行使していた。アフガン王アフマド・シャー・ドゥッラーニーはすでに侵攻のさなかにあり、3月にこれに呼応する形でマラーター王国もデリーに向けて遠征軍をだした。
そして、1760年10月10日にシャー・ジャハーン3世は退位させられ、ガーズィー・ウッディーン・ハーンは失脚した。そして、シャー・アーラム2世がベンガル、ビハールで遠征をおこなっていたとき、1761年1月14日にマラーター同盟の大軍とアフマド・シャー・ドゥッラーニーのアフガン軍が激突した（第三次パーニーパットの戦い）。
この日の戦いはマラーター同盟のみならず、ムガル帝国にとっても、インド全土にとっても運命を決定づけるものとなった。この日の戦いで、マラーター同盟軍はアフガン軍に大敗し、おもだった指揮官や族長をはじめ多数が死亡した。
だが、アフマド・シャー・ドゥッラーニーはマラーター同盟に大勝したものの、本国で反乱が起きたため帰国しなければならなかった。とはいえ、インド最大の勢力だったマラーター同盟の結束は崩れ、のちにイギリスがマラーター同盟の内紛に介入するようになり、三次にわたるマラーター戦争を招くこととなった。
なお、同年3月、アフマド・シャー・ドゥッラーニーはカンダハールへと帰還する際、シャー・アーラム2世を帝国の皇帝として追認した。

### ブクサールの戦いとディーワーニーの授与

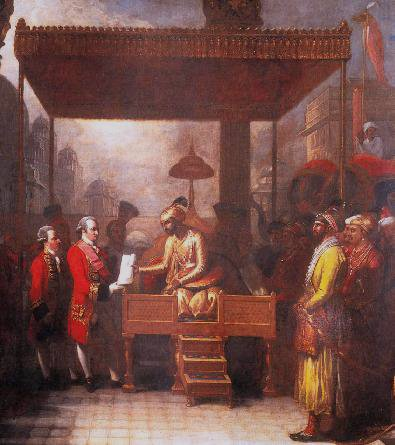
ディーワーニーを授けるシャー・アーラム2世

1761年以降、シャー・アーラム2世はアワド太守シュジャー・ウッダウラの保護を受け、同年から1762年 にかけてデリー進出を図ったが失敗した。そうしたなか、1763年末に前ベンガル太守ミール・カーシムがイギリスとの争いに敗れてアワドに逃げてきた。
こうして、皇帝シャー・アーラム2世、アワド太守シュジャー・ウッダウラ、前ベンガル太守ミール・カーシムの間に三者同盟が結成され、三者はまずミール・カーシムの為にベンガルを取り戻すことを決定した。
そして、1764年10月23日、三者連合軍はビハールとアワドの州境にあるブクサール（バクサルとも）で、イギリス東インド会社の軍と会戦した（ブクサールの戦い）。だが、皇帝軍は内通者があり兵が動かず、ミール・カーシム軍は給料未払いで兵士に戦意がなかったため、実際はアワド太守の軍とイギリス東インド会社軍との戦いであった。戦いは一日で終結し、結果はイギリスの圧勝で終わり、連合軍は大敗を喫した。
その後、イギリス東インド会社は戦後処理として、アワド太守シュジャー・ウッダウラにミール・カーシムを捕えさせ投獄し、翌1765年8月16日にシャー・アーラム2世とアラーハーバード条約を締結した。
イギリスはシャー・アーラム2世からベンガル、ビハール、オリッサ3州のディーワーニー（収租権）を獲得し、その代わり260万ルピーの債弊（年金）を皇帝に贈ることとなった。ディーワーニーとは、皇帝よりディーワーンと呼ばれる各州の財務長官に与えられる職務・権限を意味し、その権限は主に税の徴税・支出を含むものであった（イギリスは1858年ムガル帝国が滅亡するまでこの権限を放棄しなかった）。
イギリスは皇帝の代理人として税の徴収にあたる「ディーワーン」の役職に任命されただけだったが、彼らは事実上の領有権を主張し、帝国の与えたディーワーニーよってそれらの土地の支配が正当化されたと判断した。これにより、イギリスはベンガル、ビハール、オリッサを領有して事実上の太守となり、皇帝や地方の太守もこれら地方の権利を失い、これ以降インドの植民地化をさらに押し進めるようになった。
また、イギリスはアワド太守にアラーハーバードとコラー年額280万ルピーの価値のある土地を会社に割譲させ、それを皇帝に与えた。

### 年金生活とマハーダージー・シンディアとの協定

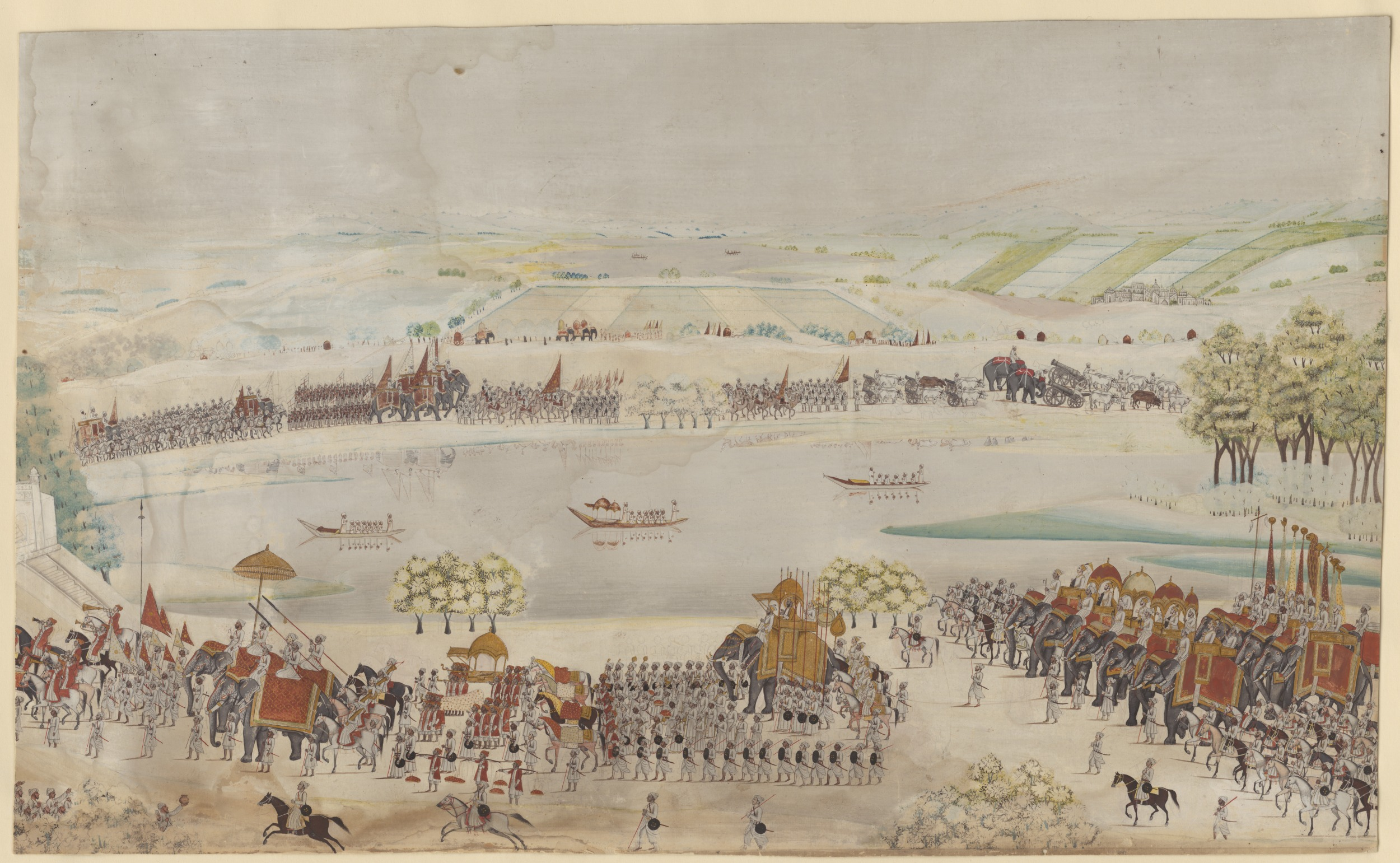
行軍するシャー・アーラム2世

1765年以降、イギリスはムガル帝国の後見人になり、皇帝シャー・アーラム2世は完全に年金生活者化し、アラーハーバードの居城で生活していた。シャー・アーラム2世はイギリスを信頼しており、1768年に彼がイギリスに宛てた手紙からもそれがうかがうことができる。
しかし、同年にシャー・アーラム2世のためデリーの宮廷を守っていたナジーブ・ハーンが、健康上の衰えを理由にデリーから追放されてしまった。皇太后から家族から頻繁に来る手紙により、シャー・アーラム2世は憂慮が深まった。そうしたなか、1769年末以降マラーターが北インド一帯のアフガン勢力を制圧し、1771年2月10日にシンディア家の当主マハーダージー・シンディアがその過程でデリーを占領した。イギリスの助力はあてにならなかったため、同年にシャー・アーラム2世はデリー付近に勢力を持つマハーダージー・シンディアと協定を結んだ。
このマハーダージー・シンディアはマラーターの有力諸侯で第三次パーニーパット戦いに参加し、敗戦ののち自国で軍備増強を行い、いち早く近代兵器を取り入れて自国に軍需工場を作るなど近代化彼の率いるシンディア家はマラーター同盟で最も強盛であった。事実、シャー・アーラム2世にデリーに戻れるよう誘いをかけたのもほかならぬ彼であった。
こうして、同年5月にシャー・アーラム2世はアラーハーバードを出発し、1772年1月3日 にデリー付近で家族と再会し、6日にデリーに帰還した。

### ムガル帝国最後の英雄

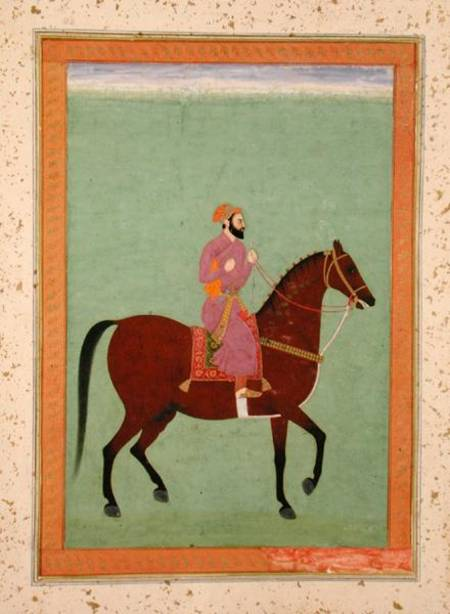
ミールザー・ナジャフ・ハーン

デリーの実権は今やマハーダージー・シンディアの手中にあり、彼はローヒルカンドへと進撃し、アワド太守シュジャー・ウッダウラを圧迫した。だが、同年8月にマラーター王国の宰相ナーラーヤン・ラーオが死に同盟に緊張が走ったことで、北インドからデカン地方へと移動してしまった。
さて、シャー・アーラム2世がデリーへ帰還したのち、「ムガル帝国最後の英雄」と呼ばれた軍総司令官ミールザー・ナジャフ・ハーンという人物が台頭した。この人物はかつてイランを支配したサファヴィー朝の末裔でもあった。
有能な政治家であり軍人だったミールザー・ナジャフ・ハーンはデリーにおける皇帝の権威を確立し、最新の軍事技術に遅れ劣らないようにするため、外国の技術者や士官を雇い、弱体化していたムガル帝国の再建につとめた。彼は銃や火砲など武器の近代化を図り、歩兵、騎兵など85,000人から90,000人からなるムガル帝国軍を再建に成功し、帝国軍を強化した。
こうして、1772年からミールザー・ナジャフ・ハーンが死ぬまでの10年間を通して、パンジャーブのシク教徒から領土を奪い、アーグラ付近に勢力を張っていたジャート族のバラトプル王国を破り、アフガン系ローヒラー族に対しても攻撃する断固とした態度をとった。なお、1779年のシク教徒とローヒラー族連合軍との戦いでは、ミールザー・ナジャフ・ハーンは敵兵5,000を殺害するなど決定的な勝利をおさめている。
そして、1782年4月26日、ミールザー・ナジャフ・ハーンが死ぬまでに、ムガル帝国の権威はパンジャーブのサトレジ川からアーグラの南の密林に至る地域、ガンジス川からラージャスターンのジャイプル王国に至るまでのまで回復を果たしていた。
帝国の周辺諸国はその権威を認め、遠く離れた国境を接さない南インドの君主、マイソール王国の支配者ハイダル・アリー及びカルナータカ太守ムハンマド・アリー・ハーンも使者を宮廷に送り、皇帝シャー・アーラム2世とたびたび書簡を交換していた。

### マハーダージー・シンディアによる介入

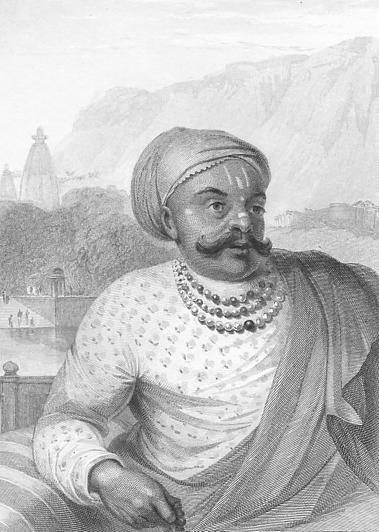
マハーダージー・シンディア

ミールザー・ナジャフ・ハーンの死後、その副官4人によるその地位を引き継ごうとして争い、ムガル帝国の国力はふたたび衰退した。その後、同年に第一次マラーター戦争が終結したことにより、マハーダージー・シンディアもこの争いに介入し、ミールザー・ナジャフ・ハーンの副官4人の争いを制圧し、ムガル帝国の情勢を安定化させた。
そして、シャー・アーラム2世はマハーダージー・シンディアの功績を認め、1784年12月4日にムガル帝国の摂政と軍総司令官に命じ、マハーダージー・シンディアは事実上北インドの支配者となった。ただし、この地位は莫大な貢納と引き換えに与えられたものである。
だが、マハーダージー・シンディアがヒンドゥー教徒であるにもかかわらず、帝国の摂政と軍総司令官なったことは、宮廷のイスラーム教徒の怒りと不満を買った。
マハーダージー・シンディアは勢力拡大のために軍事活動を続けたが、1787年7月にラージャスターンのラールソートでラージプートの連合軍に敗北を喫した（ラールソートの戦い ）。彼はその責任を追及されて権力が弱まり、ヒンドゥー教徒が摂政であることに対して憤慨していたイスラーム教徒がその排斥に集結することとなって、デリーから撤退した。

### ローヒラー族、デリーを占領

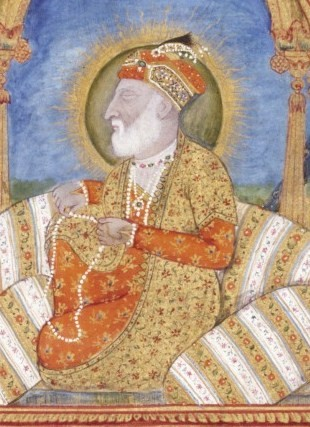
盲目にされた皇帝シャー・アーラム2世

マハーダージー・シンディアが失脚した結果、シャー・アーラム2世は孤立し、故ムハンマド・シャーの妃マリカ・ウッザマーニーは陰謀を企てていた。彼女は1754年にシャー・アーラム2世の父アーラムギール2世の即位に際し、彼女の継子アフマド・シャーがガーズィー・ウッディーン・ハーンに廃位・盲目にされたことを恨みに思っており、そのためシャー・アーラム2世を廃してアフマド・シャーの息子ビーダール・バフトを帝位につけようと考えた。
その一方、ナジーブ・ハーンの孫でローヒラー族の族長グラーム・カーディル・ハーンもまた、1778年に帝国の将軍ミールザー・ナジャフ・ハーンがローヒラー族の砦を落として略奪したことで、同様にシャー・アーラム2世に恨みを持っていた。
これらのことから両者の利害は一致し、マリカ・ウッザマーニーはグラーム・カーディル・ハーンと結び、グラーム・カーディル・ハーンは彼女から協力金として120万ルピーの支払いを受けている。
1788年7月18日、グラーム・カーディル・ハーン率いるローヒラー族の軍はデリーを占領し、デリー城内とその周辺に4,000の部下を配置して、皇帝と皇子の武器を奪った。その後、7月30日にシャー・アーラム2世を廃し、ビーダール・バフトを「ジャハーン・シャー」の名で帝位につけ、自身の傀儡とした。
その後、アフガン兵は宮殿から財宝を略奪し、宦官を嬲り殺して女官を拷問にかけたため、8月11日にシャー・アーラム2世が不満を言うと、グラーム・カーディル・ハーンは彼を盲目にした。翌12日、シャー・アーラム2世がグラーム・カーディル・ハーンをののしると、彼は皇帝の目をえぐりだし、その3人の皇子の目をつぶした。
無論、ジャハーン・シャーやその母マリカ・ウッザマーニーも例外ではなく、協力関係にあった彼らもグラーム・カーディル・ハーンに財宝を引き渡さなければならなかった。マリカ・ウッザマーニーが「これ以上引き渡す財宝はない」と言うと、グラーム・カーディル・ハーンは後宮に部下を送り込み、女性の衣服を剥ぎ取り、床を掘り起こし、壁を破壊してまで財宝を探させた。
しかし、2ヶ月後、グラーム・カーディル・ハーンの軍に食糧不足が起こり、そのうえマハーダージー・シンディアの率いる軍が近づいてきたため、10月2日に彼は略奪した2億5000万ルピーもの財宝とともにデリーから撤退した。その翌日、シンディア家の軍がローヒラー族の軍と入れ替わる形でデリーに入り、皇帝を保護した。
その後、ローヒラー族の軍は追撃をうけて次々に捕えられ、奪い返された財宝は帝国に返された。1789年3月にグラーム・カーディル・ハーンも捕えられたのち殺害され、シャー・アーラム2世がのぞんだようにその眼球、鼻、耳がデリーに届けられた。
このように、帝国は常に北インドの有力者に左右され続け、マラーターの勢力下でなんとか存続することができた。

### イギリスの勢力拡大と第二次マラーター戦争

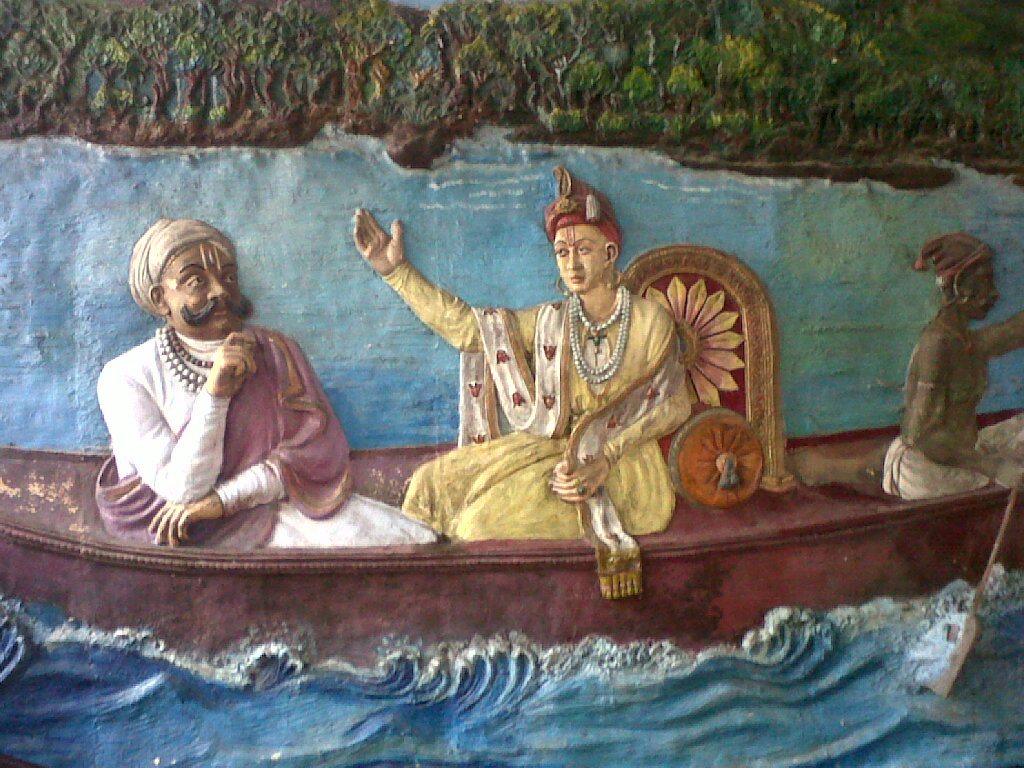
マハーダージー・シンディアとマーダヴ・ラーオ・ナーラーヤン

1790年9月9日、マハーダージー・シンディアは皇帝シャー・アーラム2世に王国宰相マーダヴ・ラーオ・ナーラーヤンを皇帝代理人に任じさせ、自分が北インドにおける王国宰相の代理であることに認めさせた。
1794年2月12日にマハーダージー・シンディアは死亡し、ムガル帝国は大いなる庇護者を失った。マハーダージー・シンディアの死後、親族のダウラト・ラーオ・シンディアが後を継いだが、この頃からシンディア家はしだいに弱体化していった。
その一方で、イギリスは東インドを制圧したのち南インドに兵を進め、1799年5月に マイソール王国を第四次マイソール戦争で破り、帝国の忠臣だったマイソール王ティプー・スルターンも死んだ。イギリスが南インド一帯を制圧するなど、インドの植民地化が一段と進んでいる。
また、1800年4月にマラーター王国の有力者ナーナー・ファドナヴィースが死ぬと、宰相バージー・ラーオ2世と、シンディア家やホールカル家、ボーンスレー家などマラーター諸侯との関係が悪化した。
1802年12月にバージー・ラーオ2世はマラーター諸侯に対抗するため、イギリス東インド会社と軍事保護条約（バセイン条約）を結んで領土の一部を割譲し、1803年5月にプネーを追われていた彼はこの条約によりイギリス軍の援助で再び同地に戻った。だが、このことや条約に不満だったマラーター諸侯のシンディア家、ホールカル家、ボーンスレー家などとイギリス東インド会社との間で、同年8月8日に第二次マラーター戦争が勃発した。
無論、ムガル帝国もシンディア家の保護下にあったため、第二次マラーター戦争に巻き込まれ、同年9月11日にイギリス東インド会社軍がデリー市内でシンディア家の軍に攻撃と交戦した（デリーの戦い）。両軍はデリー城下で激しく争ったが、決着は1日でつき、シンディア家は死傷者3,000人を出して敗北し、ムガル帝国はイギリスの保護下に入った。

### 帝国の保護国化と死

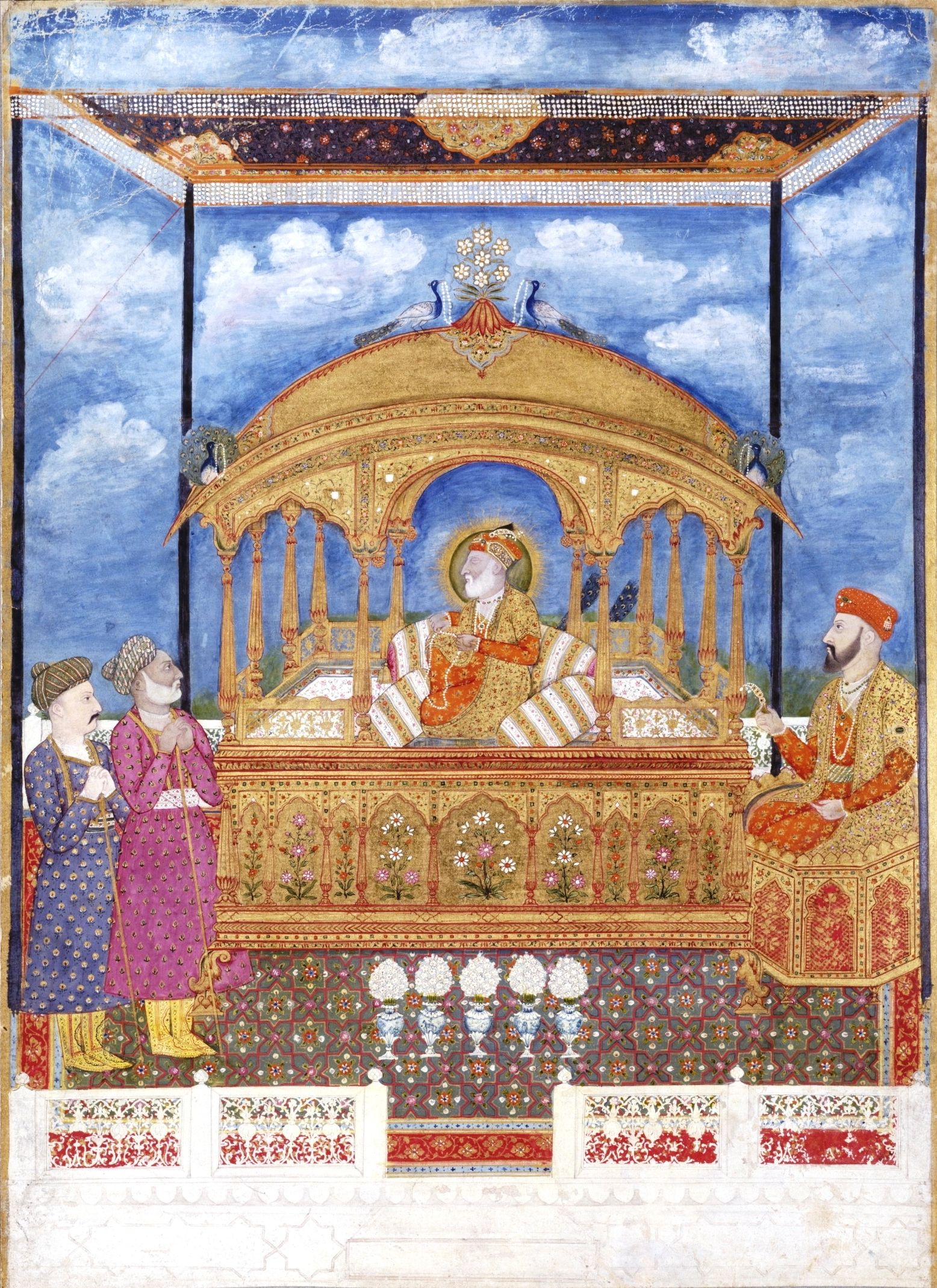
シャー・アーラム2世と廷臣。横には皇太子アクバルがいる

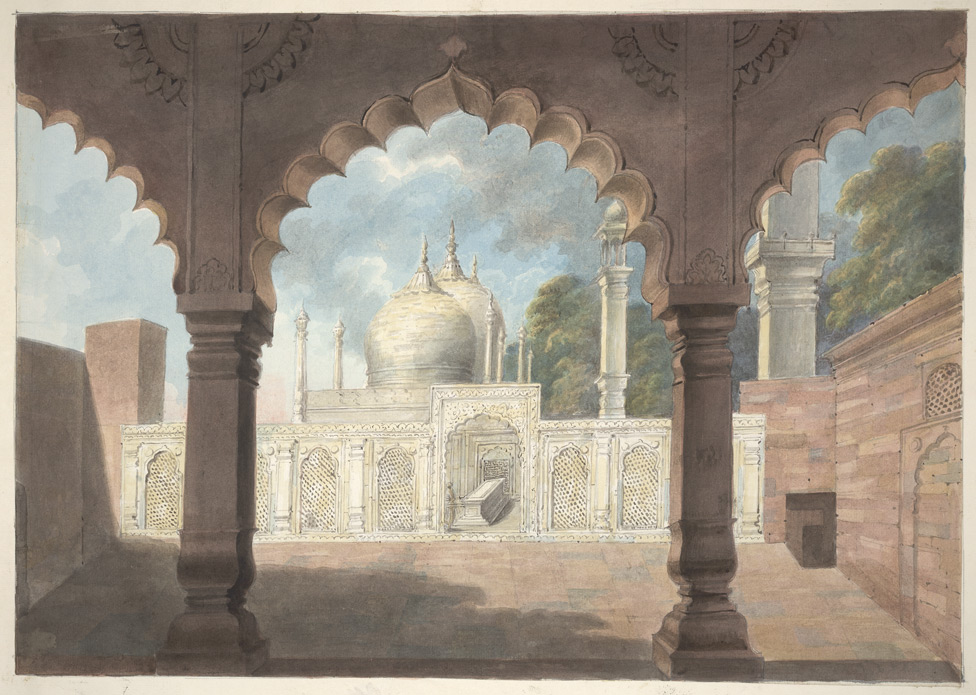
シャー・アーラム2世の墓廟

その後、イギリス軍の司令官ジェラルド・レイクはデリー城に入城し、9月14日にシャー・アーラム2世に謁見した。ジェラルド・レイクの部下はこの時の状況を記述し、レイクの報告書を受け取ったリチャード・ウェルズリーはそれに自身の言葉を付け加え、物語風にして書き綴った。。その内容は次のようなものだった。
| 「 | 「ついに司令官（ジェラルド・レイク）は王座の前へと導かれた。そこには不幸な運命を味わった神々しい皇帝（シャー・アーラム2世）が、老いの身に積み重なった悲運で疲れ果て、権威もなければ富もない状態で、しかも視力を失って、ぼろぼろになった小さな天蓋の下で（略）、静かに座っていた。（略）アウラングゼーブの曾孫（アーラムギール2世）の息子、アクバル大王の直系の子孫である皇帝はご機嫌であった」 | 」 |

その後、同年12月30日にシンディア家とイギリスと間に講和条約スールジー・アンジャンガーオン条約が結ばれ、シンディア家がデリー、アーグラなどの地域を割譲するとともに、再びイギリスがムガル帝国の後見人となり、皇帝は再び完全に年金生活者化させられた。こうして、1707年のアウラングゼーブの死後、1世紀にわたり続いたムガル帝国の動乱は遂に事実上収束するにいたった。
その後、1804年10月8日から19日にかけて、第二次マラーター戦争のさなかにホールカル家の軍がデリーを包囲した（デリー包囲戦）。だが、これはイギリスの駐在軍に向けられたものであり、むしろ皇帝をイギリスから解放するためのものでもあった。
その後、1805年5月23日、ムガル帝国とイギリスとの間に条約が結ばれ、デリー周辺の地域の税収入と月額9万ルピーが支払われることとなった。
そして、1806年11月10日にシャー・アーラム2世は帝都デリーで死亡し、その長い治世を終えた。帝位は息子のアクバル2世が継承した。

## 人物

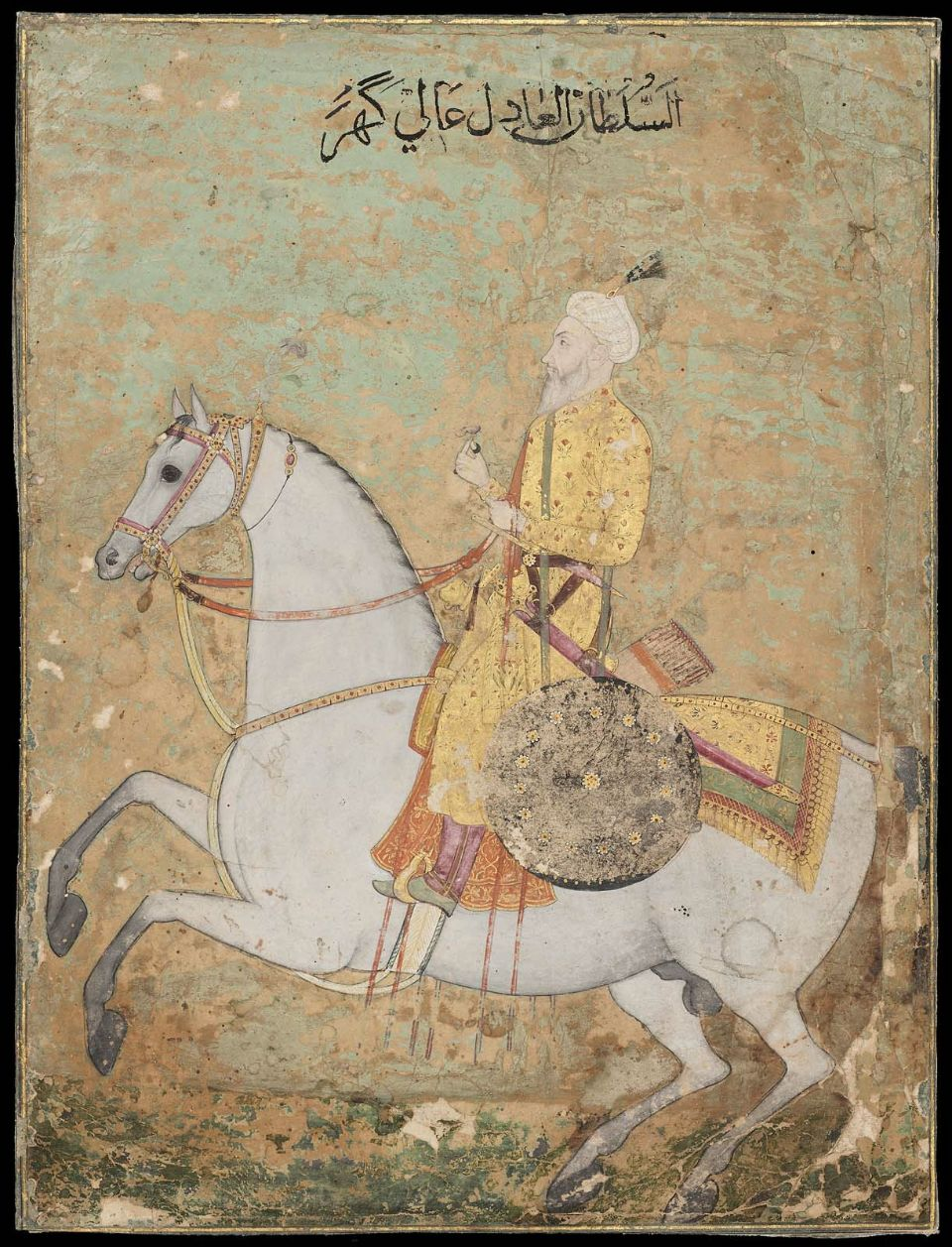
シャー・アーラム2世

シャー・アーラム2世は探究心があり、学問を好んだ人物であった。彼は詩人として「アーフターブ」のペンネームを持ち、詩集「ディーワーン・アーフターブ」を作成した。
また、シャー・アーラム2世は宮廷のペルシア語のみならず、民衆の間でも広く使われていたウルドゥー語、外国語のトルコ語やアラビア語なども熟知していた知識人だった。

## 家族

### 父母
- アーラムギール2世
- ズィーナト・マハル

### 后妃

#### 正室
- ピアーリー・ベーグム
- タージ・マハル
- ジャミールンニサー・ベーグム
- クードシヤ・ベーグム（ムバーラク・マハル）
- ムラード・バフト・ベーグム
- マリカ・イ・アーラム・ベーグム

計6人。

#### 側室
- シャーハーバーディー・ベーグム
- マハーバト・マハル
- ラワーナ・カーシヤ・ベーグム
- ラワーナ・クブジャー・ベーグム
- ヌールンニサー
- マハーラーニー
- アズィーザーバード・マハル
- ジャミーヤトゥンニサー
- ハーフィズンニサー
- ハキーヤ・バーイー
- アガム・バーイー
- ハーシタ・バーイー
- ハーシナ・バーイー
- アテーラー・クンワール
- ジャミーヤト・バーイー
- アビヤー・バーイー
- サルサル・バーイー
- ループ・クンワール
- ラール・クンワール
- バーヤト・バーイー
- ムハンマディー・バーイー
- ジャリールンニサー
- ビヤーズ・バーイー
- ラウシャン・バーイー
- ニヤー・バーイー
- ムラード・バフシュ

計28人。

### 息子
- ミールザー・ジャワーン・バフト
- ミールザー・ファルフンダ・バフト
- アクバル2世
- ミールザー・ムアッザム・バフト
- ミールザー・ムヌイム・バフト
- ミールザー・イクティダール・バフト
- ミールザー・イザード・バフシュ
- ミールザー・スライマーン・シコー
- ミールザー・シカンダル・シコー
- ミールザー・ジャムシード・バフト
- ミールザー・フージャイスタ・バフト
- ミールザー・マンスール・バフト
- ミールザー・ザヒードゥッディーン
- ミールザー・フルシド・バフト
- ミールザー・フルシンダ・バフト
- ミールザー・ファッルフ・ムラード
- ミールザー・ファッルフ・バフト
- ミールザー・ムイズッディーン
- ミールザー・アフサーン・バフト
- ミールザー・フィールーズ・バフト
- ミールザー・シャムスッディーン
- ミールザー・フッラム・バフト
- ミールザー・ビーダール・バフト
- ミールザー・ナジャフッディーン
- ミールザー・バシャーラト・バフト
- ミールザー・ムジャーヒドゥッディーン
- ミールザー・ムアッザム・バフト
- ミールザー・バフラーム・シャー
- ミールザー・ザキールッディーン・バフト
- ミールザー・ラティーフ・バフト
- ミールザー・ファリードゥーン・バフト
- ミールザー・ヌスラト・バフト
- ミールザー・カリームッディーン・ムハンマド
- ミールザー・ムイーン・バフト
- ミールザー・カイヤームッディーン・ムハンマド
- ミールザー・サイードゥッディーン・ムハンマド
- ミールザー・ワージフッディーン・ムハンマド

計37人の息子。

### 娘
40人。